# Notgasse und Riesgasse
Notgasse und Riesgasse sind eine Felsformation im Dachsteinmassiv in der Steiermark. Sie weisen Petroglyphen (Felsritzungen) auf und gehören zum UNESCO-Welterbe Kulturlandschaft Hallstatt–Dachstein/Salzkammergut.

## Lage und Landschaft
Notgasse und Riesgasse liegen am Rand des Dachsteinplateaus im Kemetgebirge, 2½ Kilometer nordwestlich des Stoderzinken und 3 Kilometer südlich das Hirzbergs im Gemeindegebiet von Gröbming. Es handelt sich um eine hohlwegartige trockene Schlucht.
Die Riesgasse zieht sich von der Lechnerwiese der Brandalm südwestlich hinauf, dann folgen eine ebene Fläche und die Untere und die Obere Notgasse, die dann an der Großen Wiesmahd der Schildenwangalm etwa 1½ Kilometer weiter endet. Die Struktur überwindet dabei gut 200 Höhenmeter. Die Schluchten sind 20 bis 30 m, teils bis 60 m eingetieft, an der Oberkante 10–15 m und an der Basis 2–6 m breit.

## Geologie
Notgasse und Riesgasse sind keine Karstkarre im eigentlichen Sinne, sondern eine trockengefallene Klamm, die in der letzten Eiszeit (Spät-Gschnitz-Stadium; vor etwa 14.000 Jahren) durch einen Sturzbach der Schmelzwässer des Dachsteingletschers in die Masse des gebankter Dachsteinkalk eingeschnitten wurde.
Es finden sich noch etliche teilweise überhängende Kolknischen.
In der oberen Notgasse findet sich linkerhand, eine Facies Onkoid-führender Kalk der riffnahen Lagune,  die Klamm folgt also einer Strukturkluft. Das oberste Ende der Notgasse ist pleistozäne Moräne, oberhalb liegt hingegen Riff- und Riffschuttkalk; eine alte Moräne findet sich auch am untersten Ende in der Lechnerwiese. Im Daun-Stadial (vor 14.700 Jahren) befand sich hier die wohl letzte aktive Gletscherzunge (Wurzkargletscher) der sich sukzessive zum Plateaugletscher reduzierenden Dachsteineismasse. Nach Zusammenbruch dieses Eisstromes konnte sich hier eine Klamm ausbilden, die gut 500 Höhenmeter über den anderen, älteren Klammen an der Südabdachung liegt (wie den Öfen unterhalb oder der Silberkarklamm).

## Petroglyphen

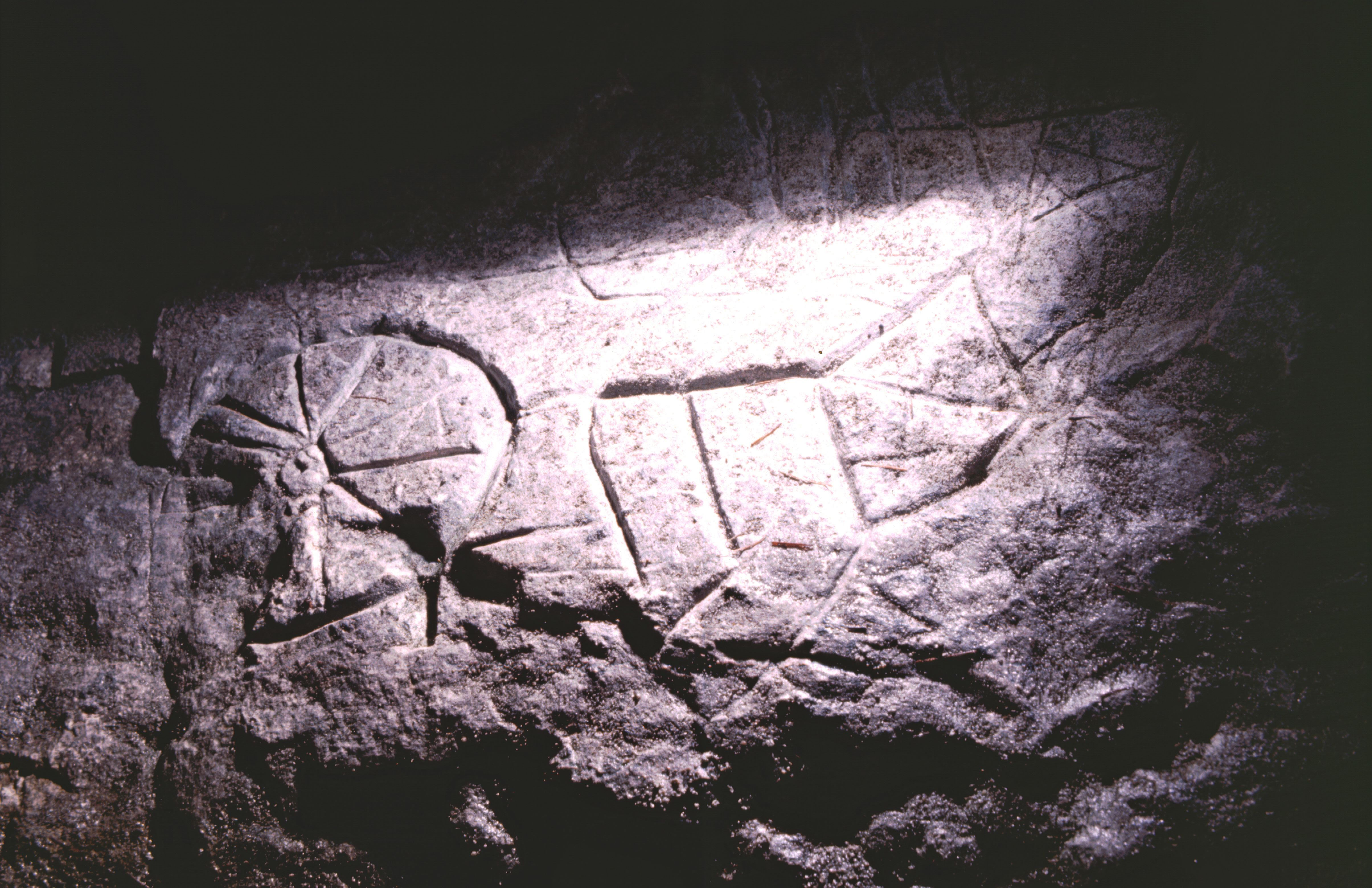
Ritzzeichnung

Durch Ries- und Notgasse verläuft bis heute ein Steig, der von Gröbming kommend über die Brandalm zur Schildenwangalm, oder nördlich über die Rotlacken Richtung Hochtischl verläuft, und dann als kürzeste Verbindung nach Aussee wie auch Hallstatt. An den Wänden der Schlucht befinden sich zahlreiche Felszeichnungen, die die jahrhundertelange Benutzung des Steigs dokumentieren.
Besonders die Kolknischen weisen einen dünnen Kalksinterbelag, der die Anlage der Ritzzeichnungen erleichterte. Sie sind teils stark verwittert und meist schwer zu finden, oft bodennah, weil sich durch Sedimente der Grund der Schlucht im Laufe der Jahrhunderte deutlich erhöht hat, teils übermannshoch und wohl bei hoher Schneelage angebracht.
Es dürfte sich um eine Art Nachrichten der Almer, Säumer und vielleicht auch Schmuggler, Köhler, Jäger oder Wilderer handeln, wohl Schutz- und Wegmarken, vielleicht auch Personalzeichen, sie finden sich analog im ganzen Dachsteinmassiv.
Insgesamt sind in der Notgasse über 15 Gruppierungen von Zeichnungen bekannt.
Die Symbole selbst sind weitgehend ungedeutet, sofern sie nicht offenkundig lesbar sind.
Meist handelt es sich um einfache Geometrie, wie Kreuze, Dreiecke, Leitern, Räder, Pentagramme, aber auch komplexere Zeichnungen, wie auch Buchstaben und Ziffern, vieles ist unlesbar oder möglicherweise natürlichen Ursprungs. Sie wurden schon 1902 vom Bergführer Josef Steiner erwähnt, und sind durch die Monographien von Ernst Burgstaller (1972, Aufnahme Notgasse L. Lauth und E. Burgstaller 1961–1965, Riesgasse G. Graf 1966), Franz Mandl (1966), Walter Modrijan (1978), sowie spätere Forschungen gut dokumentiert.
Die älteste datierte Steinritzung ist frühneuzeitlich von 1643, ein Alter von bis 1200 Jahren (früh-/hochmittelalterlich) erscheint durchaus plausibel, über eine noch frühere Herkunft wurde immer wieder spekuliert, da auch im Hochgebirge vorgeschichtliche Streufunde (bronzezeitlich-keltisch, römisch oder slawisch) belegt sind, sie wird aber – auch mangels Nachweisbarkeit – bezweifelt.
Teilweise wurden alte Zeichnungen durch Ritzungen von Touristen ab den 1960ern zerstört.

## Natur- und Denkmalschutz
Die Felsformation wurde 1968/1972 zum Naturdenkmal erklärt (NDM.796 „Obere und untere Notgasse“ und „Riesgasse“, Naturschutzbuch:  St-GB-027/Gröbming). Das Denkmal umfasst 4,153 Hektar, vom oberen Beginn der Oberen Notgasse bis etwa 100 m in die Riesgasse hinein. Die Petroglyphen wurden per Bescheid des Bundesdenkmalamtes auch unter Denkmalschutz gestellt (Felsritzbilder in der Notgasse, Gröbming). Sie werden auch im Österreichischen Höhlenkataster geführt (Notgasse 1545/RZ1; Riesgasse 1545/RZ3), und stehen auch deshalb unter Schutz.
Das Natur- und Kulturdenkmal liegt im Europa- und Naturschutzgebiet Steirisches Dachsteinplateau (FFH-Gebiet, AT2204000/Nr. 19; NS 18) und der Kernzone des UNESCO-Welterbegebiets Kulturlandschaft Hallstatt–Dachstein/Salzkammergut (WHS 806), das „Naturlandschaft“ wie auch „Zeugnis menschlicher Tätigkeit“ würdigt.

## Zugänglichkeit
Die Schlucht wurde in den 1970ern aufgrund des Denkmalschutzes von den Bundesforsten (als Grundeigentümer) gesperrt, sie wird kaum begangen und ist recht unwegsam.
Der Tourismusverband Gröbminger Land und der Verein ANISA in Haus bieten geführte Wanderungen ab der Brünnerhütte am Stoderzinken, die auch wegen der schlechten Auffindbarkeit der Felszeichnungen empfohlen werden.